# Republiken Kina i olympiska sommarspelen 1932
Republiken Kina deltog med en deltagare vid de olympiska sommarspelen 1932 i Los Angeles. Landets deltagare erövrade ingen medalj.